# إيكاترينا دزيهاليفيتش
إيكاترينا دزيهاليفيتش (بالروسية: Деголевич, Екатерина Михайловна)‏ مواليد 3 مايو 1986 في مينسك، هي لاعبة كرة مضرب بيلاروسية سابقة بدأت مسيرتها كمحترفة سنة 2001 وكانت تلعب باليد اليمنى.

## روابط خارجية
- إيكاترينا دزيهاليفيتش على موقع رابطة محترفات التنس (الإنجليزية)
- إيكاترينا دزيهاليفيتش على موقع الاتحاد الدولي لكرة المضرب (الإنجليزية)
- إيكاترينا دزيهاليفيتش على موقع كأس بيلي جين كينغ (الإنجليزية)
- إيكاترينا دزيهاليفيتش على موقع خلاصة التنس.كوم (الإنجليزية)
- إيكاترينا دزيهاليفيتش على موقع إي إس بي إن.كوم (الإنجليزية)